# Лувинье-дю-Дезер
Лувинье-дю-Дезер (фр. Louvigné-du-Désert) — коммуна на северо-западе Франции, находится в регионе Бретань, департамент Иль и Вилен, округ Фужер-Витре, кантон Фужер-2. Расположена в 62 км к северо-востоку от Ренна и в 57 км к северо-западу от Лаваля.
Население (2019) — 3 340 человек. 

## Достопримечательности
- Шато де Монторен XVII-XIX веков
- Церковь Святого Мартина XVI-XVIII веков

## Экономика
Наличие залежей гранита в окрестностях Лувинье-дю-Дезера определило его промышленную специализацию; в коммуне работает около десяти предприятий по обработке гранита, благодаря чему она получила неофициальное звание «столицы гранита». Также развито сельское хозяйство, прежде всего животноводство.
Структура занятости населения:
- сельское хозяйство — 10,7 %
- промышленность — 29,9 %
- строительство — 4,9 %
- торговля, транспорт и сфера услуг — 34,6 %
- государственные и муниципальные службы — 19,9 %

Уровень безработицы (2018) — 9,4 % (Франция в целом —  13,4 %, департамент Иль и Вилен — 10,4 %). 

Среднегодовой доход на 1 человека, евро (2018) — 19 760 (Франция в целом — 21 730, департамент Иль и Вилен — 22 230).

## Демография
Динамика численности населения, чел.

## Администрация
Пост мэра Лувинье-дю-Дезера с 2008 года занимает Жан-Пьер Оже (Jean-Pierre Oger). На муниципальных выборах 2020 года возглавляемый им список был единственным.
| Период | Период | Фамилия            | Партия                                       | Примечания                                       |
| ------ | ------ | ------------------ | -------------------------------------------- | ------------------------------------------------ |
| 1971   | 1987   | Ив Дерьё           | Объединение в поддержку Республики           | фармацевт, член Генерального совета департамента |
| 1987   | 1989   | Жане Ами           | Объединение в поддержку Республики           |                                                  |
| 1989   | 2008   | Мари-Франсуаза Жак | Союз за французскую демократию Республиканцы | медсестра, член Генерального совета департамента |
| 2008   |        | Жан-Пьер Оже       | Разные правые                                | учитель                                          |

## Города-побратимы
- Бёрнем-он-Си, Англия
- Трендельбург, Германия

## Галерея

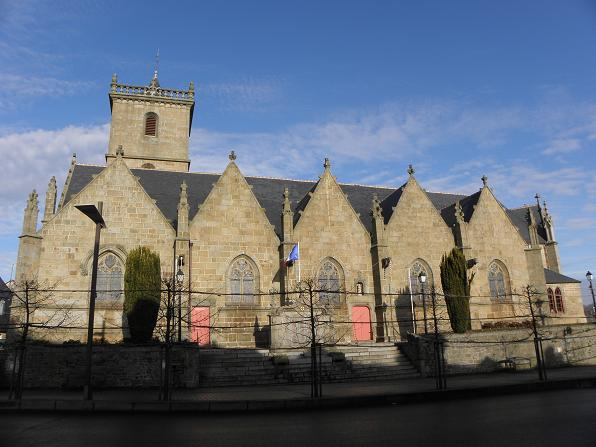
Церковь Святого Мартина